# A vingança é meu motor
A Vingança é Meu Motor é o título do primeiro álbum de estúdio da banda de rock brasileira Matanza Ritual, lançado em 21 de março de 2025 pela Deckdisc.

## Faixas
| N.º            | Título                                    | Duração |  |
| 1.             | "Intro - SGREAD A'CHARNIX"                | 0:38    |  |
| 2.             | "Paciente Secreto"                        | 3:32    |  |
| 3.             | "Lei do Mínimo Esforço"                   | 2:51    |  |
| 4.             | "Assim Vamos Todos Morrer"                | 2:26    |  |
| 5.             | "Nascido Num Dia de Azar"                 | 3:02    |  |
| 6.             | "O Mal Sempre se Veste Melhor"            | 2:25    |  |
| 7.             | "Aos Olhos do Carrasco"                   | 3:54    |  |
| 8.             | "A Vingança é Meu Motor"                  | 2:51    |  |
| 9.             | "A Noite Eterna"                          | 4:09    |  |
| 10.            | "Ode ao Ódio"                             | 2:15    |  |
| 11.            | "Conclusão ou O Segredo no Olho do Morto" | 3:40    |  |
| 12.            | "...E Tenha um Péssimo Dia"               | 3:16    |  |
| Duração total: | Duração total:                            | 37:45   |  |